# Apostolische Präfektur Xinjiang-Ürümqi
Die Apostolische Präfektur Xinjiang-Ürümqi (lat.: Apostolica Praefectura Sinkiangensis) ist eine in der Volksrepublik China gelegene römisch-katholische Apostolische Präfektur mit Sitz in Ürümqi.

## Geschichte
Die Apostolische Präfektur Xinjiang-Ürümqi wurde am 14. Februar 1930 durch Papst Pius XI. mit der Apostolischen Konstitution Decet Romanum Pontificem aus Gebietsabtretungen des Apostolischen Vikariates Lanzhou als Mission sui juris Xinjiang-Ürümqi errichtet. Die Mission sui juris Xinjiang-Ürümqi wurde am 21. Mai 1938 durch Pius XI. zur Apostolischen Präfektur erhoben.

## Ordinarien

### Superiore von Xinjiang-Ürümqi
- Ferdinand Loy SVD, 1931–1938

### Apostolische Präfekten von Xinjiang-Ürümqi
- Ferdinand Loy SVD, 1938–1969
- Sedisvakanz, seit 1969